# Изяслав III
Изяслав III Давидович е княз на Чернигов (1152 – 1154 и 1155 – 1157) и на два пъти за кратко велик княз на Киевска Рус (1157 и 1161). Той е син на Давид Светославич.